# بطولة تونس لألعاب القوى 1981
بطولة تونس لألعاب القوى 1981 هو الدورة 26 من بطولة تونس لألعاب القوى.

فاز بهذا الموسم الزيتونة الرياضية.

## روابط خارجية
- الموقع الرسمي للجامعة التونسية لألعاب القوى.